# James Bachman

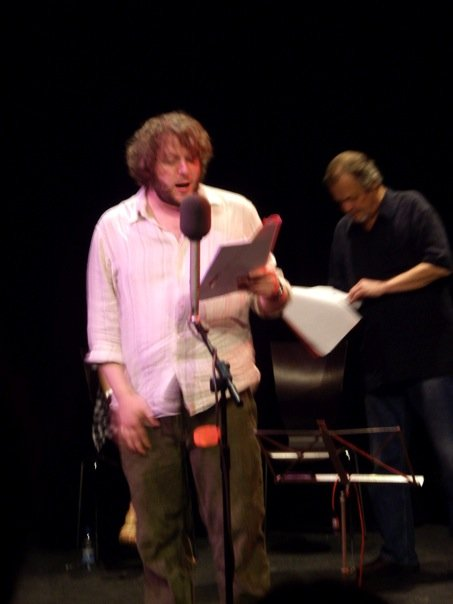
Im Vordergrund links ist James Bachman zu sehen, im Hintergrund rechts ist David Soul sichtbar.

James Bachman (* 24. Februar 1972 in Cuckfield, Sussex, England) ist ein englischer Schauspieler, Drehbuchautor und Comedian.

## Leben
Er ist einer der Hauptdarsteller der Serie Die Mannohnekopf Show (englisch Sorry, i’ve got no head). In der deutschen Übersetzung wird er gesprochen von Bastian Pastewka.
Er schrieb Texte und Drehbücher für mehrere britische Radio- und Fernsehsendungen, wie That Mitchell and Webb Look (2006–2007), That Mitchell and Webb Sound (2003–2007), Popetown (2005) und Ant & Dec’s Saturday Night Takeaway (2002–2003). Als Darsteller war er in That Mitchell and Webb Look (2006–2007), Saxondale (2006–2007), The Mighty Boosh (2005), The IT Crowd (2007) und vielen anderen Fernseh- und Radioprogrammen. Im Winter 2006 machte er mit David Mitchell und Robert Webb eine Tour, als Teil ihrer Liveshow The Two Faces of Mitchell and Webb. Im Jahre 2007 trat er als Harry Biscuit in der Radiokomödie Bleak Expectations auf.
Er schrieb mit am Drehbuch und trat gemeinsam mit Mark Evans, Lucy Montgomery und Barunka O’Shaughnessy als Teil der Population:3 auf.
Am 6. Mai 2008 nahm er mit Mark Evans die Probesendung ihrer BBC Radio 4-Comedy-Sendung Zoom auf; Hauptdarsteller waren David Soul, Carla Medonca und Jon Glover, mit einem speziellen Gastauftritt von Nicholas Parsons als er selbst.
Er studierte am Radley College und Physik und Mathematik am Emmanuel College der University of Cambridge, wo er Mitglied der Footlights war.

## Filmografie (Auswahl)
Als Darsteller
- 2005: Stiffy as Other Corpse
- 2006–2007: That Mitchell and Webb Look (48 Folgen)
- 2006–2007: Saxondale (15 Folgen)
- 2008: Sorry, I’ve Got No Head (39 Folgen)
- 2008: John and Karen
- 2014: Søvnløs i Lofoten

Als Drehbuchautor
- 2002: I’m a Celebrity… Get Me Out of Here! (eine Folge)
- 2002–2003: Ant & Dec’s Saturday Night Takeaway (75 Folgen)
- 2005: Popetown
- 2006–2007: That Mitchell and Webb Look (48 Folgen)
- 2008: Beehive (2 Folgen)